# Francisco Javier Iturri
Francisco Javier Iturri (Santa Fe, 10 de octubre de 1738 - Barcelona, 9 de enero de 1822) fue un jesuita nacido en territorio actualmente argentino (Gobernación del Río de la Plata), que se dedicó al cultivo de la historia y la literatura. 

## Historia
Su carrera religiosa comenzó en la Compañía de Jesús en Córdoba de Tucumán en 1753. Cursó sus estudios en la Universidad de la misma ciudad donde, según un manuscrito del Archivo General de la Nación, Gobierno Colonial, Compañía de Jesús (1746-1756), del padre José Cardiel (jesuita brasileño), titulado "Relación prolija y sólidamente fundada", al folio 21 se lee de él que era «hábil, bien instruido en la historia de las cosas del Paraguay, que defendió toda la Teología en acto público en la dicha Universidad».
Era ya sacerdote cuando alcanzándole la ley de expulsión de 1767, fue conducido a la Península, a bordo de la fragata Esmeralda, al Puerto de Santa María, de donde a los pocos años pasó a Italia, haciendo su profesión religiosa en Faenza el 2 de febrero de 1772. Suprimida la Compañía, pasó a Roma, donde además de dedicarse a sus estudios literarios y método para la enseñanza de los mismos en América, aceptó la tarea de instruir en la latinidad a varios jóvenes agregados a la embajada española. 